# Kambakkht Ishq
Kambakkht ishq è un film del 2009 diretto da Sabir Khan.

## Trama
Viraj è uno stuntman rude che odia l'idea di sposarsi perché asserisce che sia la fine della vita. Simrita è un medico chirurgo che arrotonda facendo la modella.
Si odiano a prima vista mentre tentano di interrompere (e successivamente distruggere) il matrimonio dei loro due rispettivi amici. Non fanno altro che farsi dispetti fino a che, casualmente, lei gli lascia un orologio nell'addome dopo un'operazione che dovette fare, sempre casualmente, su di lui. Da lì lei tenterà di sedurlo perché spera di narcotizzarlo e operarlo, rimuovendogli l'orologio ed evitare la fine della propria carriera. Viraj cercherà di sedurla per punirla del fatto che convinse la sua amica a chiedere il divorzio dal suo amico.